# Włodzimierz Czamara
Włodzimierz Czamara – polski inżynier, dr hab. nauk rolniczych, prof.

## Życiorys
Obronił pracę doktorską, 1 stycznia 1991 habilitował się na podstawie pracy zatytułowanej Charakterystyka hydrologiczna i model wezbrań opadowych dorzecza górnej Odry. 31 lipca 2000 nadano mu tytuł profesora w zakresie nauk rolniczych. Pracował w Instytucie Inżynierii Środowiska  na Wydziale Inżynierii Kształtowania Środowiska i Geodezji Uniwersytetu Przyrodniczego we Wrocławiu.